# المجلس العالمي للملاكمة

الشعار

المجلس العالمي للملاكمة (بالإنجليزية: World Boxing Council)‏ تعرف اختصارا بـ WBC هي واحدة من أربع منظمات رئيسية معترف بها من قبل قاعة مشاهير الملاكمة الدولية التي تجيز جولات بطولة الملاكمة العالمية، جنبا إلى جنب مع الاتحاد الدولي للملاكمة (IBF)، رابطة الملاكمة العالمية (WBA) ومنظمة الملاكمة العالمية (WBO).